# Всеукраїнське об'єднання «Громада»
Всеукраї́нське об'є́днання «Грома́да» — політична партія в Україні, заснована у 1993 році. Брала участь у виборах 1998 та 2006 років. У позачергових виборах 2007 р. участі не брала, оскільки ЦВК відмовилася реєструвати Павла Лазаренка кандидатом у депутати.

## Історична довідка
Всеукраїнське об'єднання «Громада» організаційно оформилось на всеукраїнському рівні на установчому з'їзді 12 грудня 1993 року. Зареєстровано Міністерством юстиції як політичне об'єднання 22 березня 1994 року. На цьому з'їзді прийнято Програму і Статут об'єднання, обрано голову «Громади», Політико-економічну раду, інші керівні органи. За головну мету об'єднання ставило відновлення традицій діяльності своїх попередників «Громад» (товариств), які «започаткували інтелектуальний український політичний рух».
Основне своє завдання члени «Громади» вбачають у подоланні економічної і політичної кризи в суспільстві, об‘єднанні всіх громадян навколо національної ідеї, у становленні та розвитку ефективної національної економіки, цивілізованих суспільних відносин та гармонійного духовного життя населення України, сприянні процвітання та добробуту її громадян.
У березні 1998 року громада взяла участь у парламентський виборах, позиціонуючи себе як єдина опозиційна до чинної на той час влади політична сила не лівого спрямування.

## Символіка партії
Партія, відповідно до Статуту, має власну емблему (розпізнавальний знак), виконану у вигляді зображення птаха Фенікса, що символізує мету партії — національне відродження України.
У загальному сприйнятті емблема має форму кола, у центрі знаходиться зображення птаха Фенікса, зовнішнім обрамленням якого зліва направо центровим способом розміщується повне найменування партії.
Емблема партії виконується у 2-х варіантах: а) кольоровому на синьому полі зображено птах Фенікс червоно-жовтого кольорів, обрамлений повним найменуванням партії;

б) чорно-білому — на білому полі зображено птах Фенікс чорно-білого кольорів, обрамлений повним найменуванням партії.
Також, відповідно до статуту, партія має прапор, виконаний у вигляді прямокутника розміром 1300×1000 мм, у кольоровому зображенні — на синьому тлі в центрі полотнища розміщується емблема партії у кольоровому варіанті. Полотнище прапора з трьох боків обрамлене золоченою бахромою.